# 1504 Lappeenranta
1504 Lappeenranta este un asteroid din centura principală, descoperit pe 23 martie 1939, de Liisi Oterma.